# Schloss Wolkersdorf

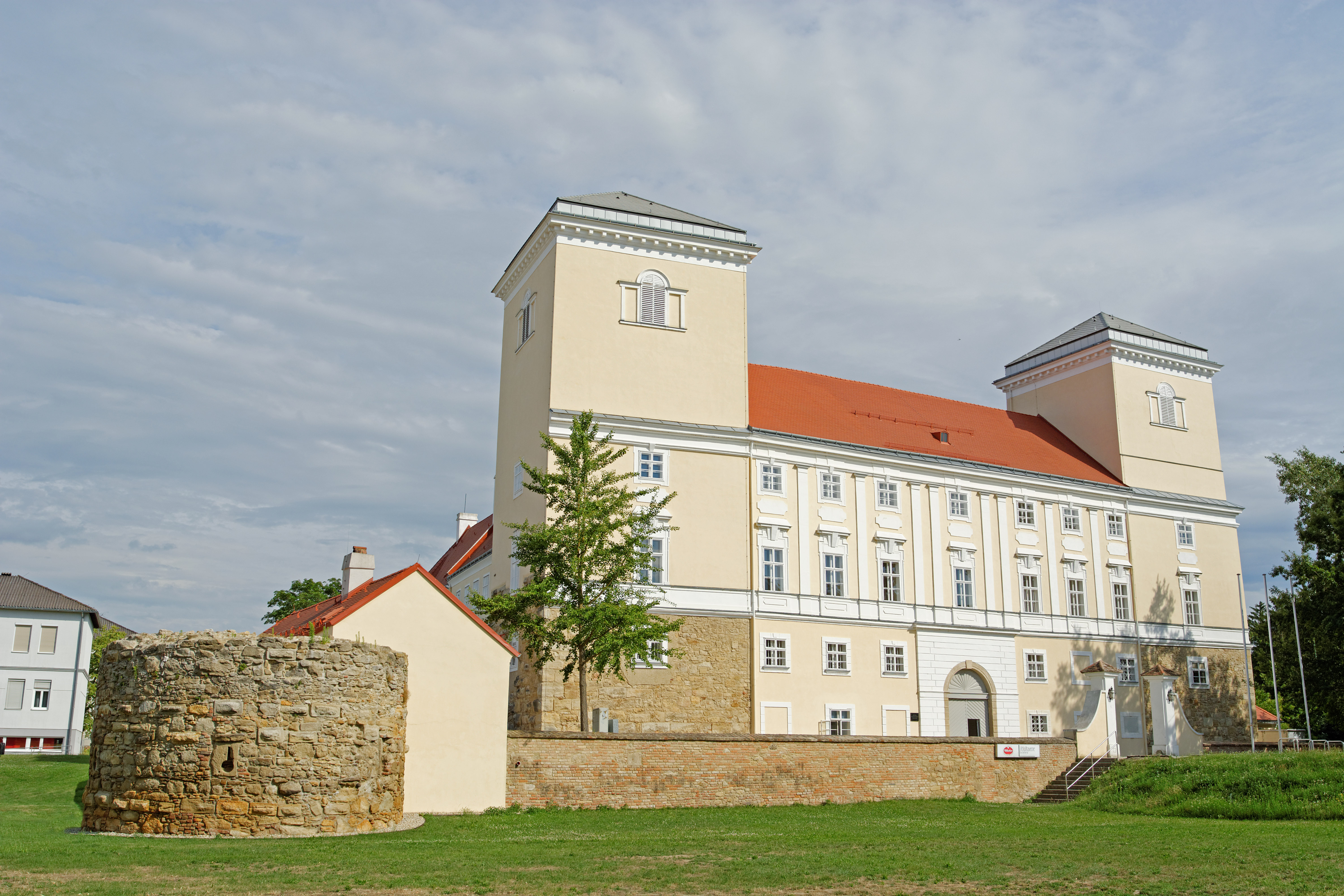
Ansicht des Schlosses Wolkersdorf von Nordwesten

Das Schloss Wolkersdorf ist eine Schlossanlage in der niederösterreichischen Stadtgemeinde Wolkersdorf im Weinviertel, etwa acht Kilometer nordöstlich der Stadtgrenze Wiens. Die in ihrer Grundform aus dem 13. Jahrhundert stammende Anlage beherbergt nach einer Teilsanierung in den Jahren 2011 bis 2013 heute Ausstellungsflächen, eine Musikschule, ein Atelier und eine Gastwirtschaft.
Das unter Denkmalschutz stehende Schloss ist in städtischem Besitz und kann normalerweise nur von außen besichtigt werden. Lediglich bei Veranstaltungen stehen den Besuchern zum Teil auch einige Innenräume offen.

## Geschichte

### Mittelalter
Mit Heinrich von Wolkersdorf nannte sich im Jahr 1194 erstmals ein Familienmitglied einer Seitenlinie der Herren von Ulrichskirchen nach der Ortschaft, die nachfolgend das Herrschaftszentrum dieses Familienzweigs wurde. Die Wolkersdorfer waren ein Ministerialengeschlecht im Dienste der Babenberger mit guten Beziehungen zu deren Hof. Als sie sich nach dem Tod des letzten Babenbergers Friedrich II. im Jahr 1246 im Nachfolgestreit des Herzogtums nicht auf die Seite des böhmischen Königs Ottokar II. schlugen, ließ dieser Wolkersdorf 1275 belagern. Die Besatzung musste sich schlussendlich ergeben, und Ottokars Truppen zerstörten die damalige Burg nach der Einnahme. Nach der Machtübernahme des Habsburgers Rudolf I. erhielt Hermann von Wolkersdorf aber die königliche Erlaubnis, seine Burg wieder aufzubauen. Die Arbeiten dazu begannen 1282. Es entstand eine nahezu quadratische Kastellburg mit einer Burgkapelle, die der Familie bis zu ihrem Aussterben 1334 als Wohnsitz diente. Das 1332 erstmals urkundlich genannte „Veste Hauß“ stand auf einer Insel, deren Wassergräben von einem aufgestauten Arm des Rußbachs gebildet wurden.
Die Herrschaft bestand im Spätmittelalter aus Lehen der Hohenzollern in ihrer Eigenschaft als Burggrafen von Nürnberg, der österreichischen Landesfürsten und der Bischöfe von Passau. Nach dem Aussterben der Familie von Wolkersdorf im Mannesstamm gehörte eine Hälfte dieses Lehnsbesitzes Gertraut, einer mit Heinrich von Pernstein verheirateten Tochter des Hermann von Wolkersdorf. Der Rest war im Besitz der Familie von Volkensdorf. Heinrich von Volkensdorf veräußerte sein Drittel an die Familie von Eckartsau, der 1341 dann eine Hälfte der Burg gehörte. Diese gelangte im Januar 1341 erst an Stephan von Slaet und schließlich an die Hohenberger. Der niederösterreichische Landmarschall Ulrich von Dachsberg kaufte 1400 den Hohenberger Anteil, nachdem seine Familie bereits 1377 die andere Hälfte von Burg und Herrschaft Wolkersdorf erworben hatte.
Als Erbe gelangte die Burganlage 1423 an Gundacker und Kaspar von Starhemberg, Ihre Familie konnte die Anlage in den Wirren nach dem Tod König Albrechts II.im Jahr 1439 erfolgreich verteidigen, als der böhmische König Georg von Podiebrad Wolkersdorf erfolglos belagerte. Nach dem Tod Rüdigers von Starhemberg im Juni 1480 brachen Erbschaftsstreitigkeiten auf, weil Rüdigers Söhne alle vor ihm verstorben waren. Einer der Erbberechtigten, Stephan von Hohenberg, übertrug im November 1481 seine Rechte an Wolkersdorf an Kaiser Friedrich III. und ignorierte dabei kurzerhand die damalige Lehnshoheit der mittlerweile zu Markgrafen von Brandenburg aufgestiegenen Hohenzollern. Die Herrschaft wurde fortan durch Pfleger verwaltet. Für 1487 war dies Ulrich von Weispach, dem 1520 Rudolf von Hohenfeld folgte. Schon im späten 15. Jahrhundert befand sich die Burganlage aber in einem baufälligen Zustand. Zeitgenössischen Berichten zufolge war sie nur noch ein „armselig Häusl, wo nit ein Nagel, nit ein Häferl zu verwenden sei“. Um 1500 oder im frühen 16. Jahrhundert wurde sie allerdings mit einer bastionären Befestigungsanlage samt vier Rundtürmen an den Ecken verstärkt.

### Frühe Neuzeit

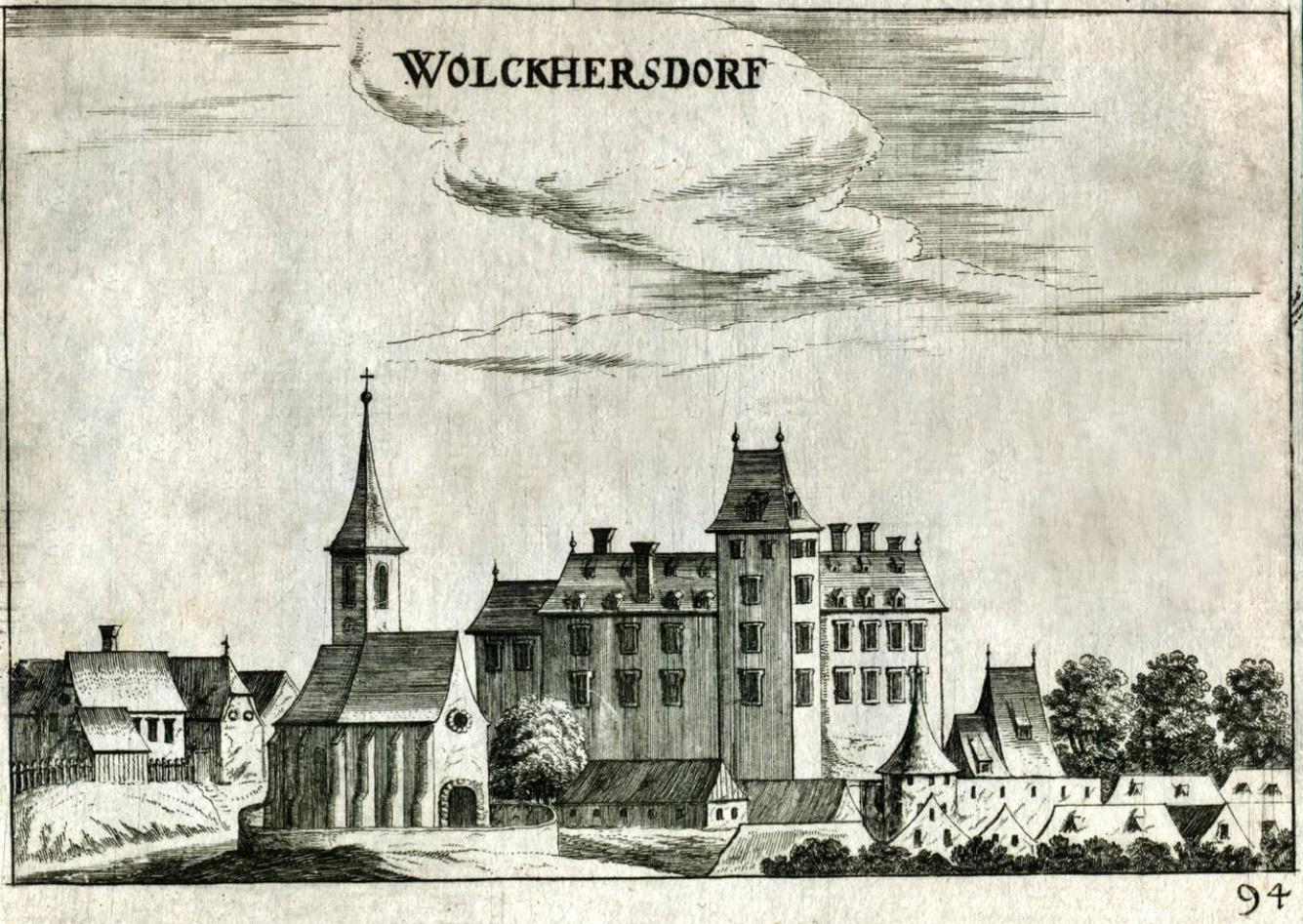
Darstellung der Burg Wolkersdorf auf einem 1642 veröffentlichten Stich von Georg Matthäus Vischer

Spätestens im Jahr 1535 war Wolkersdorf an den Herrn von Landau verpfändet, von dem es im darauffolgenden Jahr an Christoph Rueber ging. 1541 oder 1542 erwarb Anna von Böhmen und Ungarn, Ehefrau König Ferdinands I., die stark heruntergekommene Anlage samt Herrschaft und vermachte sie bei ihrem Tod 1547 dem Hofspitalfonds. Das Kaiserhaus behielt aber die Jagdrechte in diesem Gebiet. In Folge des Kaufs oder des Legats durch die Königin wurden auf der Burg im zweiten Viertel Bauarbeiten vorgenommen, darunter ein Ausbau der Ostseite zu einem vollständigen Gebäudetrakt im Stil der Renaissance, bei dem zugleich der nordöstliche Eckturm niedergelegt und durch einen risalitartig vorspringen Bauteil ersetzt wurde. Zugleich wurde der Schlosseingang an die Nordseite verlegt, denn nördlich des Schlosses wurde auf einer eigenen Vorburginsel ein „Anna-Hof“ genannter Wirtschaftshof errichtet, in dem sich unter anderem die Wohnung des Verwalters, Stallungen und ein Kornspeicher befanden. Die bereits bestehenden Gebäudetrakte an der Nord- und Westseite der Kernanlage erhielten in der Zeit zwischen 1564 und 1568 eine Erneuerung von Grund auf und wurden umgebaut.
Im Zuge des Dreißigjährigen Krieges wurde die Anlage bei dem Einfall schwedischer Truppen unter Feldmarschall Lennart Torstensson beschädigt, was erneute Bauarbeiten nach sich zog. Kaiser Ferdinand III. ließ Wolkersdorf dabei zu einem Schloss im Stil des Barocks umgestalten. Aus jener Zeit stammen die Arkadenstellung im Innenhof, das große Treppenhaus und die Tordurchfahrt im Westflügel, denn im Zuge der Arbeiten wurde das Schlossportal von der Nord- an die repräsentative Westseite verlegt. Aber die neue Pracht war nur von kurzer Dauer, denn schon 1683 wurde Schloss Wolkersdorf geplündert, nachdem der Pfleger Johann Feigl vor angeblich anrückenden türkischen Truppen nach Passau geflüchtet war. Karl VI. setzte schließlich den unter Ferdinand III. begonnenen Aus- und Umbau ab 1706 unter teilweiser Beibehaltung der mittelalterlichen Bausubstanz fort. Es entstand ein Jagdschloss mit barocken Fassaden und Stuckrahmengewölben in der Beletage, das der Kaiser bei seinen Jagden im nahe gelegenen Hochleithenwald nutzte. Die Jahreszahl 1745 auf dem Schlussstein des nördlichen Schlosstors markiert vielleicht den Abschluss der Arbeiten, die dem Schloss im Wesentlichen sein heutiges Aussehen gaben.

### 19. und 20. Jahrhundert

Schloss Wolkersdorf 1909, kolorierte Postkarte

Nachdem Kaiser Joseph II. das Wiener Hofspital 1782 aufgelöst hatte, kamen Schloss und Herrschaft Wolkersdorf im Jahr 1800 unter die Verwaltung der k. k. Staatsgüteradministration. Die Bausubstanz verschlechterte sich zusehends, sodass 1810 der auf einem ungenügenden Fundament gründende südliche Gebäudeflügel mit den Prunkräumen, den sogenannten „Kaiserzimmern“, abgerissen werden musste. Dabei wurde auch der südöstliche Eckturm niedergelegt. Noch ein Jahr zuvor hatte Napoleon 1809 nach der gewonnenen Schlacht bei Wagram für ein paar Tage sein Hauptquartier im Schloss aufgeschlagen. Während des Wiener Kongresses 1814 logierten der preußische König Friedrich Wilhelm III. und Zar Alexander I. im Schloss.
Im Jahr 1837 kam es zu baulichen Veränderungen durch eine klassizistische Umgestaltung der Westfassade und dem Aufstocken der beiden noch verbliebenen Ecktürme um ein hohes fünftes Geschoß. Diesen sollten vermutlich Zwiebelhauben aufgesetzt werden, erhielten dann aber Pyramidendächern als Abdeckung. Außerdem wurde ein Großteil des bastionierten Walls niedergelegt und Teile des Wassergrabens zugeschüttet. Die Umgestaltungen standen vielleicht im Zusammenhang mit dem damals Bestreben der k. k. Staatsgüteradministration, einen Käufer für die Anlage zu finden, doch vorerst war sie damit nicht erfolgreich. Nach Aufhebung der Grundherrschaft zogen 1848 Bezirksgericht und Grundbuch in die Schlossräume ein. Sie blieben dort bis in die frühen 2000er Jahre. Der „Anna-Hof“ wurde zu einem Gemeindegefängnis umfunktioniert. Um 1866/1868 entstand zudem der westlich und südlich der Anlage liegende Schlosspark.
Hugo Graf Abensperg-Traun machte dem Spitalsfonds schließlich ein Kaufangebot über 700.000 Gulden und erhielt 1870 den Zuschlag. Er veräußerte den Besitz 1884 an die Sparkasse, die 1889 die Schlosskapelle weitgehend abtragen und deren Reste in den Nordflügel integrieren ließ.

### Ab 20. Jahrhundert
Während des Zweiten Weltkriegs trug das Schloss 1945 schwere Schäden davon, die bei einer Renovierung im Jahr 1956 behoben wurden. 1960 wurde der als  Gefängnis dienende „Anna-Hof“ abgerissen und ein Teil des Wassergrabens verfüllt. Am 14. Juni 1967 erwarb schließlich die Stadtgemeinde Wolkersdorf die Schlossanlage für den symbolischen Preis von einem Schilling und nutzte sie in den 1970er Jahren weiterhin als Amtshaus. Zusätzlich waren dort aber auch Wohnungen eingerichtet.
Nach einer 2011 bis 2013 erfolgten Teilsanierung wird das Gebäude heute für zahlreiche Kulturveranstaltungen wie Ausstellungen, Konzerte sowie Theater- und Kinovorführungen, aber auch als Atelier und zu gastronomischen Zwecken genutzt.

## Beschreibung

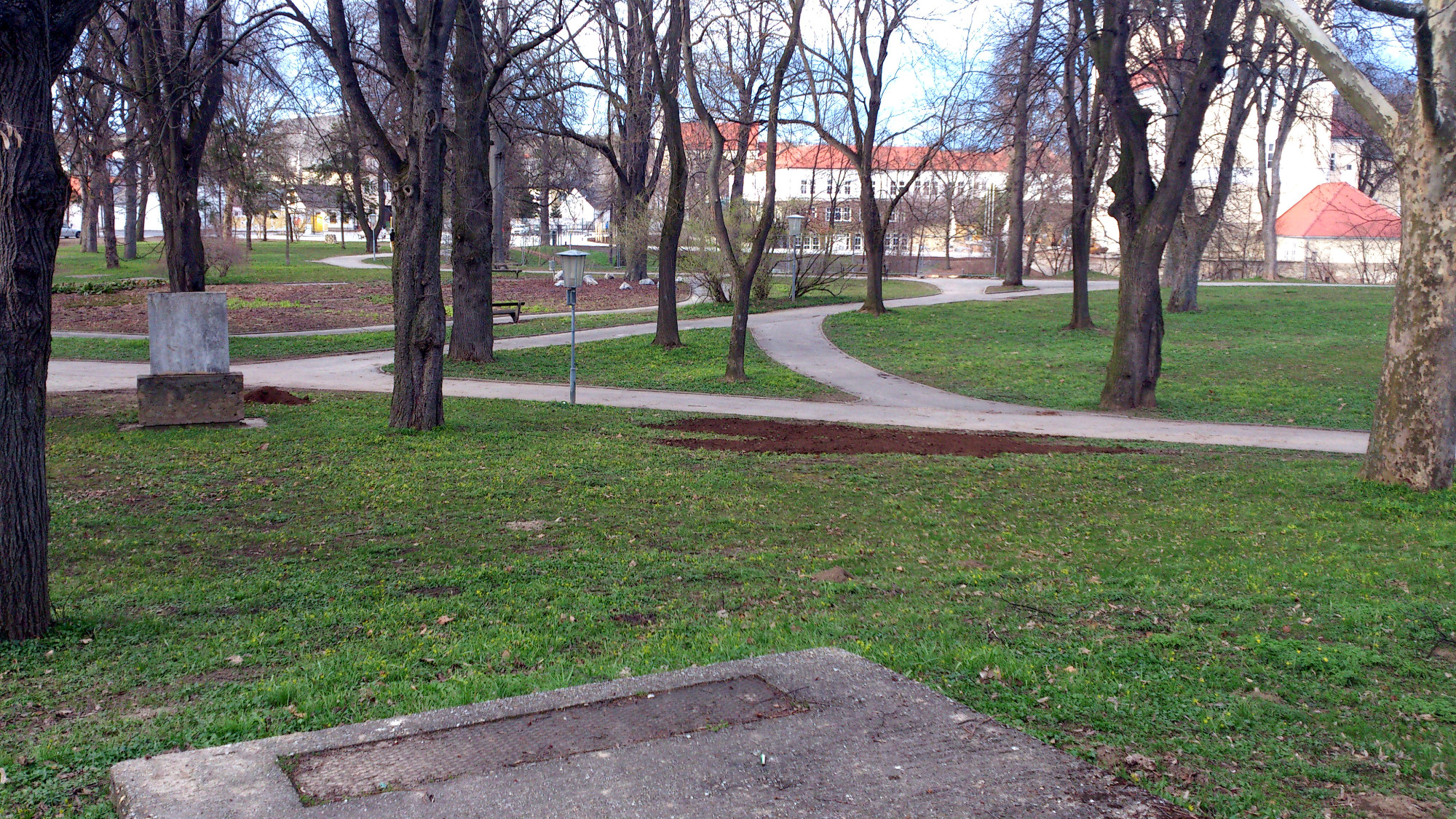
Öffentlicher Schlosspark

Schloss Wolkersdorf steht im Ortskern von Wolkersdorf am linken Ufer des Rußbachs. Die Wurzeln als Wasserburg lassen sich noch anhand des heutigen Schlossteichs im Westen und Süden des Gebäudes nachvollziehen, denn es sind die Reste des einstigen sehr breiten Wassergrabens. Gleichfalls südlich und westlich des Schlosses liegt der öffentlich zugängliche Schlosspark aus dem 19. Jahrhundert. Sein Baumbestand besteht hauptsächlich aus Linden, Rosskastanien und Trauerweiden.
Von der bastionierten Befestigung aus dem Anfang des 16. Jahrhunderts, die einst das Schlossgebäude vollständig umgab, sind heute nur noch wieder freigelegte Reste einer Mauer und der Stumpf des nordwestlichen Rundturms erhalten. Sein Mauerwerk aus Bruchstein weist Schlüssellochscharten auf.
Die ehemals geschlossene Vierflügelanlage besaß früher einen nahezu quadratischen Grundriss und eine Seitenlänge von etwa 46 Metern. Heute präsentiert sie sich dem Betrachter als dreiflügeliger Bau in Hufeisenform, der nach Süden hin geöffnet ist. Er ist das Resultat zahlreicher Umbauten vor allem in der Frühen Neuzeit und dem Abriss des einstigen Südtrakts im Jahr 1810. Anstatt des südlichen Flügels schließen sich dem West- und Osttrakt heute in deren Fluchten niedrige Nutzbauten an. Die ältesten Teile der Anlage stammen noch vom Gründungsbau aus der ersten Hälfte des 13. Jahrhunderts. Dazu zählen zum Beispiel die Erdgeschoße der beiden Ecktürme und Teile der Außenmauern, die im Durchschnitt 2,35 Meter dick sind. Die beiden wuchtigen, quadratischen Türme in der Nordwest- und Südwest-Ecke besitzen Seitenlängen von 9,90 Meter (SW) und 10,6 Meter (NW). Die Stärke ihrer Erdgeschoßmauern aus Buckelquadern liegt zwischen 2,60 und 2,80 Metern. Viele der Quader zeigen noch erhaltene Steinmetzzeichen aus der Zeit zwischen 1200 und 1250.

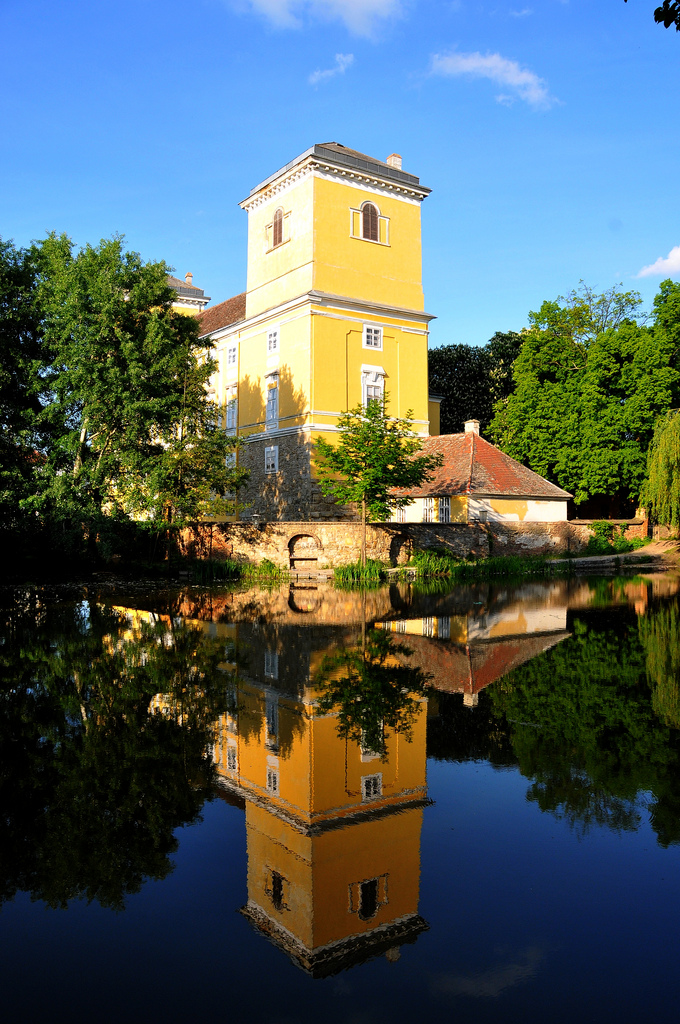
Ansicht des Schlosses von Südwesten vor der Sanierung ab 2011

Die repräsentative, viergeschoßige Westfassade mit dem rundbogigen, mittig gelegenen Schlossportal ist auf Höhe der beiden unteren Geschoße sehr schlicht gestaltet. Auffällig ist ihre starke horizontale Gliederung durch zwei breite Gesimsbänder. Die beiden Obergeschoße sind durch Fenster in sieben Achsen unterteilt und durch lange Pilaster vertikal gegliedert. Die Fenster der Beletage im zweiten Obergeschoß besitzen dekorative Verdachungen. Die Westfassade wird von den beiden noch erhaltenen Ecktürmen des Schlosses mit ihren mittelalterlichen Erdgeschoßen flankiert. Ihre heutigen Obergeschoße samt Pyramidendächern erhielten sie erst 1837. Dem Hauptportal schließt sich eine Tordurchfahrt mit Tonnengewölbe an. In ihrer Südwand sind zwei Reliefsteine eingemauert, die möglicherweise romanischen Ursprungs sind. Sie wurden im 19. Jahrhundert bei Renovierungsarbeiten im Schlossgraben gefunden und erst 1926 am heutigen Ort eingemauert. Die auf ihnen zu sehenden Jahreszahlen 1592 und 1594 wurden erst nachträglich angebracht.
Die Torhalle führt in den Innenhof des Schlosses mit ihrer pfeilergestützten Arkade am Westflügel und seiner Pilastergliederung. Diese hofseitige Fassade ist jedoch schlichter gehalten als die Außenfassade des Traktes. Gleiches gilt für die Hoffassaden des dreigeschoßigen Nord- und Westflügels, die keinerlei architektonischen Schmuck aufweisen. An der östlichen Außenfassade findet sich eine erhaltene rundbogige Türöffnung, die vielleicht der ursprüngliche, mittelalterliche Zugang zur Burg gewesen ist. Im Nordflügel sind noch die Reste der einstigen Burgkapelle erhalten, die unter dem Patrozinium der Heiligen Barbara stand. Ihr polygonaler Chorschluss ist noch heute im Grundriss dieses Traktes erkennbar. An seiner nördlichen Außenfassade ist der im 16. Jahrhundert angelegte Schlosszugang erhalten, dessen Korbbogenportal mit 1745 beschriftet ist.
Die Innenräume der Schlossanlage sind durch ihre moderne Adaption für die Nutzung als Amtsräume, Wohnungen, Atelier und Ausstellungsfläche stark überformt.